# بروتين الريبوسوم S30
بروتين الريبوسوم S30 (بالإنجليزية: Ribosomal Protein S30)‏ (RPS30) هوَ بروتين يُشَفر بواسطة جين FAU في الإنسان. الريبوسومات هي العضيات التي تحفز تخليق البروتين، تتكون من وحدة فرعية صغيرة 40S ووحدة فرعية كبيرة 60S. تتكون هذه الوحدات الفرعية معًا من 4 أنواع من رنا RNA وحوالي 80 بروتينًا مميزًا من الناحية الهيكلية. ويعد أحد مكونات الوحدة الصغرى 40S للريبوسوم والذي يلعب دورًا مهمًا في الترجمة في عملية الاصطناع الحيوي للبروتين (التي تشكل جزءا من عملية التعبير الجيني).

## الأهمية السريرية
وجد أن هذا الجين ينشط في سرطان القولون، كما يعتبر واسم حيوي للتنبؤ بالنتيجة المستقبلية لحالة المريض المصاب بسرطان الثدي. كما وجد أن الخلايا السرطانية في المبيض التي ينشط فيها تعبير جين FAU تزداد مقاومتها لدواء كاربوبلاتين المستخدم في علاج سرطان المبيض.

## روابط خارجية
- نظرة شاملة على جميع المعلومات الهيكلية المتاحة في بنك بيانات البروتينات (PDB) لـقاعدة البيانات يونيبروت (UniProt): A0A0V0GRY5 (بروتين الريبوسوم S30) في بنك بيانات البروتين في أوروبا (PDBe-KB).